# Relais 4 × 400 mètres masculin aux Jeux olympiques d'été de 2012
Navigation
Pékin 2008 Rio 2016
L'épreuve du relais 4 × 400 mètres masculin aux Jeux olympiques de 2012 a lieu le 9 pour les séries et le 10 août pour la finale dans le Stade olympique de Londres.

## Records
Avant cette compétition, les records dans cette discipline étaient les suivants :
| Record du monde  | 2 min 54 s 29 | Valmon-Watts-Reynolds-Johnson  | États-Unis | 22 août 1993 | Stuttgart |
| Record olympique | 2 min 55 s 39 | Merritt-Taylor-Neville-Wariner | États-Unis | 23 août 2008 | Pékin     |

## Médaillés
| Or                                                                | Argent                                                                           | Bronze                                                                         |
| Bahamas Chris Brown Michael Mathieu Ramon Miller Demetrius Pinder | États-Unis Joshua Mance Manteo Mitchell Tony McQuay Bryshon Nellum Angelo Taylor | Trinité-et-Tobago Ade Alleyne-Forte Lalonde Gordon Deon Lendore Jarrin Solomon |

## Résultats

### Finale (10 août)
| Rang                                | Couloir | Pays              | Athlètes                                                          | Temps         | Notes |
| ----------------------------------- | ------- | ----------------- | ----------------------------------------------------------------- | ------------- | ----- |
| Médaille d'or, Jeux olympiques      | 4       | Bahamas           | Chris Brown, Demetrius Pinder, Michael Mathieu, Ramon Miller      | 2 min 56 s 72 | NR    |
| Médaille d'argent, Jeux olympiques  | 7       | États-Unis        | Bryshon Nellum, Joshua Mance, Tony McQuay, Angelo Taylor          | 2 min 57 s 05 | SB    |
| Médaille de bronze, Jeux olympiques | 5       | Trinité-et-Tobago | Lalonde Gordon, Jarrin Solomon, Ade Alleyne-Forte, Deon Lendore   | 2 min 59 s 40 | NR    |
| 4                                   | 6       | Grande-Bretagne   | Conrad Williams, Jack Green, Dai Greene, Martyn Rooney            | 2 min 59 s 53 | SB    |
| 5                                   | 8       | Belgique          | Kévin Borlée, Antoine Gillet, Jonathan Borlée, Michael Bultheel   | 3 min 1 s 83  |       |
| 6                                   | 3       | Venezuela         | Arturo Ramirez, Alberto Aguilar, Albert Bravo, Omar Longart       | 3 min 2 s 18  |       |
| 7                                   | 1       | Afrique du Sud    | Shaun de Jager, Willem de Beer, Louis van Zyl, Oscar Pistorius    | 3 min 3 s 46  | SB    |
| NC                                  | 9       | Cuba              | William Collazo, Raidel Acea, Orestes Rodriguez, Omar Cisneros    | NC            | DNF   |
| NC                                  | 2       | Russie            | Maksim Dyldin, Denis Alekseyev, Vladimir Krasnov, Pavel Trenikhin | 3 min 00 s 09 | DSQ   |

### Séries (9 août)

#### Série 1
| Rang | Pays              | Athlètes                                                                              | Temps         | Notes |
| ---- | ----------------- | ------------------------------------------------------------------------------------- | ------------- | ----- |
| 1    | Trinité-et-Tobago | Lalonde Gordon, Jarrin Solomon, Ade Alleyne-Forte, Deon Lendore                       | 3 min 00 s 38 | Q, NR |
| 2    | Grande-Bretagne   | Nigel Levine, Conrad Williams, Jack Green, Martyn Rooney                              | 3 min 00 s 38 | Q, SB |
| 3    | Cuba              | William Collazo, Raidel Acea, Orestes Rodriguez, Omar Cisneros                        | 3 min 00 s 55 | Q     |
| 4    | Belgique          | Nils Duerinck, Jonathan Borlée, Antoine Gillet, Kévin Borlée                          | 3 min 01 s 70 | q     |
| 5    | Pologne           | Piotr Wiaderek, Marcin Marciniszyn, Michal Pietrzak, Kacper Kozłowski                 | 3 min 02 s 86 |       |
| 6    | Allemagne         | Jonas Plass, Kamghe Gaba, Eric Krüger, Thomas Schneider                               | 3 min 03 s 50 |       |
| —    | Afrique du Sud    | Shaun de Jager, Ofentse Mogawane, Oscar Pistorius, Willem de Beer                     | —             | DNF   |
| —    | Kenya             | Boniface Ontuga Mweresa, Vincent Mumo Kiilu, Boniface Mucheru, Alphas Leken Kishoyian | —             | DQ    |

#### Série 2
| Rang | Pays                   | Athlètes                                                          | Temps         | Notes |
| ---- | ---------------------- | ----------------------------------------------------------------- | ------------- | ----- |
| 1    | Bahamas                | Ramon Miller, Demetrius Pinder, Michael Mathieu, Chris Brown      | 2 min 58 s 87 | Q, SB |
| 2    | États-Unis             | Manteo Mitchell, Joshua Mance, Tony McQuay, Bryshon Nellum        | 2 min 58 s 87 | Q, SB |
| DQ   | Russie                 | Maksim Dyldin, Denis Alekseyev, Vladimir Krasnov, Pavel Trenikhin | 3 min 02 s 01 | Q     |
| 4    | Venezuela              | Arturo Ramirez, Alberto Aguilar, Albert Bravo, Jose Melendez      | 3 min 02 s 62 | q     |
| 5    | Australie              | Steven Solomon, Ben Offereins, Brendan Cole, John Steffensen      | 3 min 03 s 17 |       |
| 6    | Japon                  | Kei Takase, Yuzo Kanemaru, Yoshihiro Azuma, Hiroyuki Nakano       | 3 min 03 s 86 |       |
| —    | Jamaïque               | Dane Hyatt, Riker Hylton, Jermaine Gonzales, Errol Nolan          | —             | DNF   |
| —    | République dominicaine | Gustavo Cuesta, Felix Sanchez, Joel Mejia, Luguelin Santos        | —             | DQ    |

## Légende
Records et Performances
- AR : Record continental (area record)
- CR : Record des championnats (championship record)
- MR : Record du meeting (meet record)
- NR : Record national (national record)
- OR : Record olympique (olympic record)
- PR : Record paralympique (paralympic record)
- PB : Record personnel (personal best)
- SB : Meilleure performance personnelle de la saison (season's best)
- WL : Meilleure performance mondiale de l'année (world leader)
- WJR : Record du monde junior (world junior record)
- WR : Record du monde (world record)

Circonstances et Conditions
- DNF : N'a pas terminé (did not finish)
- DNS : N'a pas pris le départ (did not start)
- DQ : Disqualification (disqualification)
- NM : Aucun essai valable enregistré (No Mark)
- Q : Qualifié « directement » au prochain tour (ou à la prochaine compétition), lors d'une compétition majeure, grâce au classement ou à la réalisation des minima (automatic qualifier)
- q : Qualifié au prochain tour (ou à la prochaine compétition), lors d'une compétition majeure, grâce au repêchage ou à la réalisation de l'une des meilleures performances parmi celles des « non qualifiés directement » (grâce au meilleur temps ou à la meilleure distance par exemple) (secondary qualifier)